# مايك روبنسون (لاعب كرة قدم أمريكية)
مايك روبنسون (بالإنجليزية: Mike Robinson)‏ هو لاعب كرة قدم أمريكية أمريكي، ولد في 19 أغسطس 1956 في كليفلاند في الولايات المتحدة.

## وصلات خارجية
- مايك روبنسون على موقع مرجع كرة القدم المحترفة.كوم (الإنجليزية)